# Bagatelle sans tonalité
Bagatelle sans tonalité ("bagatelle zonder tonaliteit", opus S216a) is een werk voor solo piano geschreven door Franz Liszt in 1885. Het stuk neemt afscheid van de traditionele majeur-mineur-toonladders ('tonaliteit') en loopt daarmee vooruit op de atonale beweging.